# Station Thessaloniki
Station Thessaloniki (Grieks: Νέος Σιδηροδρομικός Σταθμός Θεσσαλονίκης) is het centraal station van de Griekse stad Thessaloniki.

## Geschiedenis
In 1918 werd, na de grote stadsbrand van 1917, een wederopbouwplan gepresenteerd met onder meer een nieuw kopstation aan de westkant van de oude stad. Dit kopstation moest het bestaande station bij de haven vervangen en kreeg daarom de naam nieuwe spoorwegstation. De plannen voor de realisatie werden in de jaren 30 van de 20e eeuw verder uitgewerkt. De latere directeur van de Deutsche Bundesbahn, Edmund Frohne, was betrokken bij de verkeerstechnische planning rond het station. Voor het stationsgebouw werd een ontwerpwedstrijd gehouden die door de Duitse architect Hans Kleinschmidt werd gewonnen. Zijn ontwerp werd echter niet geheel uitgevoerd en later door anderen aangepast. De fundamenten waren al voor de Tweede Wereldoorlog gereed, maar door oorlogshandelingen in Griekenland kwam de bouw tot stilstand. Luchtaanvallen in de jaren 40 van de 20e eeuw veroorzaakten weliswaar geen schade aan de infrastructuur, maar verhinderde de voortgang van het project gedurende 15 jaar. Het iets zuidelijker gelegen oude station uit 1872 bleef intussen in bedrijf. In 1958 kwam het project in handen van de Griekse architecten Molfesi en Papagianni, en op 12 juni 1961 reden de eerste treinen. Aanvankelijk werd het station alleen gebruikt voor langeafstandsverkeer, sinds 2007 is er ook sprake van voorstadsdiensten onder de naam Proastiakos.
Vanaf 2014 werd gewerkt aan de aansluiting op de metro waarvan de bouw aanzienlijk werd vertraagd door belangrijke archeologische vondsten. De metro werd geopend op 30 november 2024.

## Reizigersverkeer

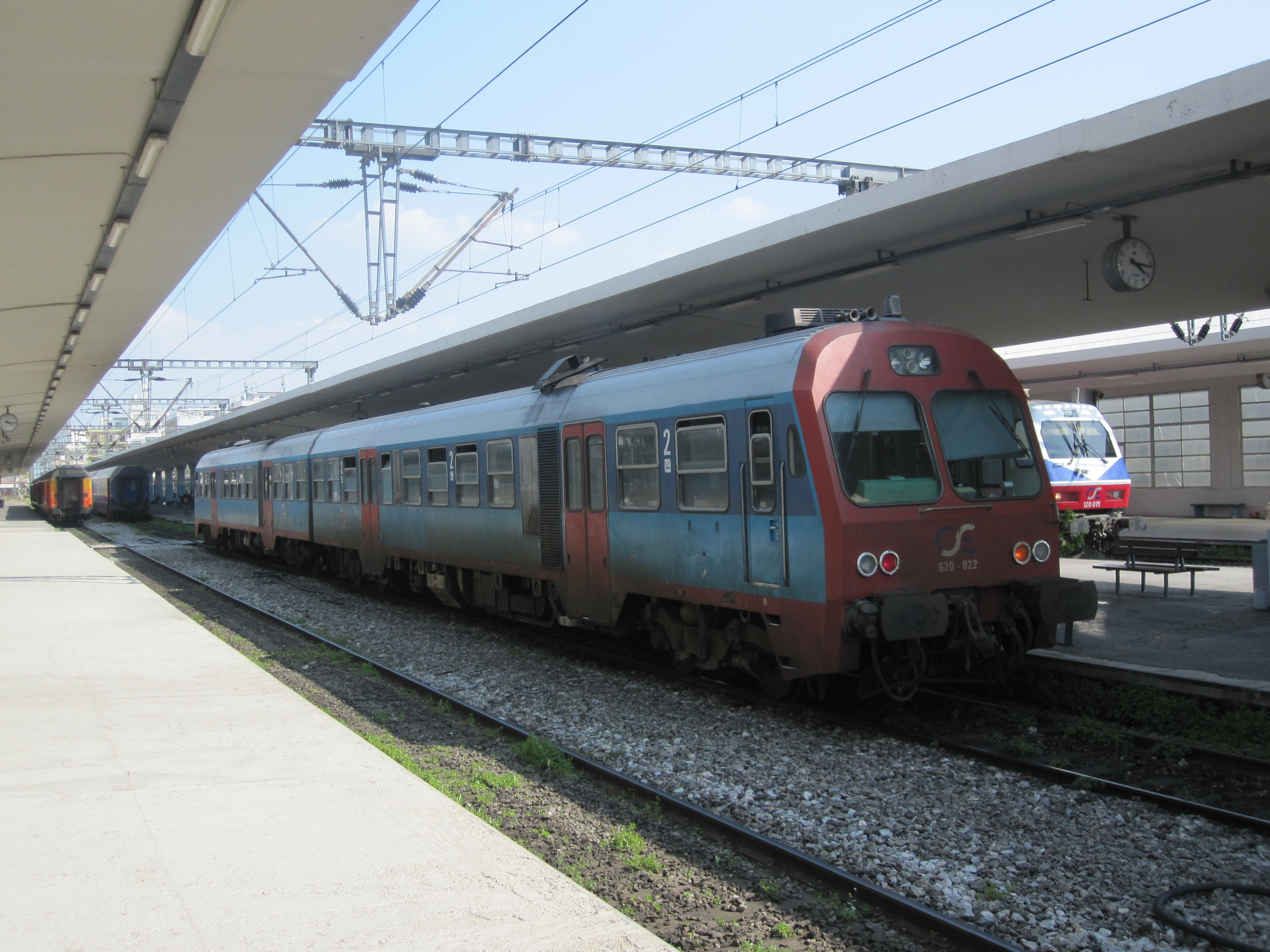
Stoptrein in station Thessaloniki (2010)

Het kopstation ligt op een spoordijk en heeft zeven perronsporen, waarvan zes langs drie eilandperrons en een langs het perron van het stationsgebouw, alsmede twee opstelsporen. De perrons zijn via een reizigerstunnel verbonden met de stationshal in het stationsgebouw dat parallel aan de zuidkant van de sporen staat. 
Het station is een van de drukste stations van Griekenland als eindpunt van de spoorlijnen:
- Piraeus–Athene–Larisa–Thessaloniki,
- Thessaloniki–Serres–Drama–Alexandroupolis(–Ormenio), *Thessaloniki–Idomeni,
- Thessaloniki–Promachonas.

Op het stationsplein is een busstation voor stadsbussen en hebben bussen naar het streekbusstation en het vliegveld een halte. Het metrostation ligt onder het stationsplein.